# Брідок (Гайсинський район)
Брідо́к — село в Україні, у Соболівській сільській громаді Гайсинського району Вінницької області. Населення становить 132 особи станом на осінь 2017.

## Географія
Село Брідок розташоване на березі річки Сура. По переказам с. Брідок засновано на початку XVIII століття. З часу свого заснування входило в склад помістя графа Потоцького, що належало польському поміщикові Гнатовському, а пізніше його сину Павлу Гнатовському. По даних Могилів-Подільського архіву першим поселенцем був Казан. Незабаром до нього почали підселятися інші люди і так утворилося село Брідок.
Природні умови села сприятливі. Клімат — помірно-континентальний. Ґрунти — чорноземні й суглинковаті з лесовим підґрунтям. Рельєф місцевості порізаний, хвилястий, багато ярів та балок.
Через село пролягав шлях на ярмарок до села Соболівка. Оскільки місцевість болотиста людям приходилося йти в брід. Від цього пішла назва села Брідок.
Є заказник місцевого значення «Левада» на території якого розміщені чотири ставки, де водиться водоплавна птиця, безліч цілющих джерел; ландшафтний заказник Урочище Малий Довжок, де охороняється природна ділянка дубово-грабового лісу. При виїзді з села знаходиться гідрологічна пам'ятка природи Джерело «Циганське».
Село Брідок розташоване за 25 км від райцентру. Більшість житлових будинків в селі газифіковані.

## Історія
Найдавніші сліди існування людини на території села відносяться до початкової епохи в історії первісного суспільства. На території села залишились рештки від тимчасових і постійних стоянок людини. Учень Ковтун Микола Іванович, у 1960 році на садибі свого батька Ковтуна Івана Нестеровича знайшов грузило, виготовлено з глини і випалено. Використовувалось для погруження риболовної сітки в воду. Учитель Марусей Андрій Філімонович, у 1956 році на своїй садибі знайшов прясло, виготовлено з глини і випалено. Використовувалось як наконечник, що надівався на кінець ручного дерев'яного веретена. Ці знахідки свідчать, що на території села в першій половині другого тисячоліття до нашої ери мешкала людина. Це був період Трипільської культури.
Археологічних знахідок на території села знайдено багато, вони належать до різного історичного періоду. У 1959 році учень, Мельник Іван Пурфирович, знайшов на території села металевий наконечник дерев'яного списа.
При спорудженні копанки біля річки на своїй садибі на глибині 1,5 метра учитель А. Ф. Марусей, знайшов металоплавильні клещі. Ці експонати відносяться до періоду «Східні слов'яни в давності» II—IV століття до нашої ери.
Знайдені експонати є залишками знарядь праці і характеризують зайнятість і господарський характер предків. Наприклад, глиняні прясла використовувались для веретен, це є свідченням, що на даній території в давнину люди займались ткацтвом. Знайдення грузил вказує, що на даній території стародавні люди займались риболовством, а також і про наявність не далеко річки Південний Буг.
Село розмістилось по обидві сторони річки Сури, яка раніше називалась Бродом, від чого і пішла назва села.
Кількість жителів на початку 19 століття — 1350 осіб, 700—710 чоловіків та 640—650 жінок.
Головне заняття населення-землеробство. Землі селяни мали дуже мало, бо найкращі землі належали поміщикові та церкві. Наприклад, у другій половині XIX століття церкві належало 65 десятин, у тому числі під садибою попа 3,5 десятин. Навіть і після розкріпачення селянські земельні наділи не збільшилися.
Старий колгоспник, корінний житель села, Сполітак Никифір Миколович (1867—1955 рр.) у 1953 році розповів про страшне минуле жителів села. У селі у 1880-х роках XIX століття було всього 30-35 коней і 8-10 волів. Реманент: рало, борони; плуги були дерев'яні, таких плугів на село було лише 10-12 штук. Багато селянських дворів відмовлялись від землі в післяреформений період через відсутність робочої худоби, реманенту, а в окремих сім'ях не було працездатних рук. У 1890—1900 роки в селі було приблизно 250—260 дворів, у них робочої худоби 30 пар, з них 4-5 волів.
Близько до села були розташовані цукрові заводи (Соболівський — 3 км; Красносільський — 12 км). Це давало змогу селянам підробляти на заводах сезонами та на цукрових плантаціях в поміщиків.
Селяни платили непосильні податки. У пана вони працювали по 12-16 годин за низьку оплату. Після революції 1905 року пани стали набавляти плату, скасували «чинш», дозволили святкувати свята, звернули увагу на освіту.
Через Соболівку і південно-західну чистину села Брідка влітку 1709 року проходило військо гетьмана Івана Мазепи. Мазепа зі своїм військом стояв в Соболівці 3 дні й після виходу один з його сподвижників — Яким Денисюк залишився на західній частині Брідка. Від нього і почався рід селян в Брідку та Соболівці з прізвищем Денисюк (їх ще довго називали «мазепчуки»).
17 липня 2020 року, в результаті адміністративно-територіальної реформи і ліквідації Теплицького району, село увійшло до складу Гайсинського району.

## Відомі особи
- Приймасюк Тетяна Євменівна (нар. 1954) — поетеса, член Національної спілки письменників України.
- Риженко-Янковий Анатолій Олексійович (нар. 1959) — художник-портретист та пейзажист зі світовим ім'ям.